# Alexander Epifanes

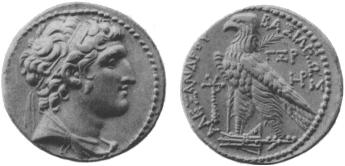
Silvermynt med Alexander I "Balas". Den grekiska inskriptionen lyder ΒΑΣΙΛΕΩΣ ΑΛΕΧΑΝΔΡΟΥ (kung Alexander).

Alexander Epifanes även kallad Alexander Balas, var kung i seleukidriket mellan cirka 150 och augusti 145 f.Kr..
Han hävdade att han var son till den redan i tonåren mördade kungen Antiochos V.
Övertog tronen i Seleukidriket från Demetrios I ca 150 f.Kr. med hjälp av egyptiskt stöd.
Drevs bort av den förre kungens son, Demetrios II.